# Băcăoani
Băcăoani – wieś w Rumunii, w okręgu Vaslui, w gminie Muntenii de Jos. W 2011 roku liczyła 598 mieszkańców.